# كأس السوبر المصري 2004
بطولة كأس السوبر المصري 2004 هي النسخة الرابعة من بطولة كأس السوبر المصري، وهي بطولة تقام سنويًا بين بطل الدوري المصري الممتاز وبطل كأس مصر في آخر موسم للبطولتين. فاز المقاولون العرب (بطل الكأس) على الزمالك (بطل الدوري) بنتيجة 4-2.

## المباراة
| الزمالك                           | 2–4   | المقاولون العرب                                  |
| --------------------------------- | ----- | ------------------------------------------------ |
| مدحت عبد الهادي 17'، 44' (ر.جزاء) | تقرير | تامر عادل 9'، 70' · طلعت محرم 22' · أيمن زين 63' |